# Louis Emmerson
Pour les articles homonymes, voir Emmerson.
Louis Lincoln Emmerson, né le 27 décembre 1863 à Albion et mort le 4 février 1941 à Mount Vernon, est un homme politique américain membre du Parti républicain, notamment gouverneur  de l'Illinois au début des années 1930.
À la fin de son mandat de secrétaire d'État (1917-1929), il est élu gouverneur de l'Illinois avec 56,8 % des suffrages, poste qu'il occupera de 1929 à 1933.

## Source
- (en) Cet article est partiellement ou en totalité issue d'une traduction de l'article Wikipédia en anglais intitule « Louis Emmerson ».